# 안토니오 타야니
안토니오 타야니(이탈리아어: Antonio Tajani, 1953년 8월 4일 로마 ~ )는 이탈리아의 정치인이다. 소속 정당은 포르차 이탈리아이다.

## 생애
로마 라 사피엔차 대학교 법학과 출신이다. 이탈리아 공군 장교 시절에는 산조반니테아티노에 위치한 레이다 기지에서 방공 레이다 관제 요원으로 복무했다.
1994년 포르차 이탈리아 창당 과정에 참여했으며 1994년부터 2005년까지 포르차 이탈리아의 라치오주 지역 조정관을 역임했다. 1994년부터 1995년까지 제1차 실비오 베를루스코니 내각에서 총리의 대변인을 역임했다.
1996년에 실시된 총선거에서는 알라트리 선거구에 입후보했지만 45.3%의 득표율을 기록하면서 올리브나무에게 패배하고 만다. 2001년에 실시된 로마 시장 선거에서는 자유의 집 정당 연합 소속으로 출마했지만 47.8%의 득표율을 기록하면서 발테르 벨트로니에게 패배하고 만다.
1994년 7월 14일부터 2008년 5월 8일까지 유럽 의회에서 선출된 이탈리아 대표 의원을 역임했다. 2008년 5월 9일부터 2010년 2월 9일까지 유럽 위윈회의 교통 담당 위원, 2010년 2월 9일부터 2014년 7월 1일까지 유럽 위원회의 산업·기업 담당 위원을 역임했다. 2017년 1월 17일에는 유럽 의회 의장으로 선출되어 2019년 7월 후임자 다비드 사솔리가 선출되기까지 재임하였다.
2022년 10월 22일부터 이탈리아 외교협력부의 장관 겸 이탈리아 부총리를 역임 중이다.